# Kanton Saint-Céré
Saint-Céré is een kanton van het Franse departement Lot. Het kanton maakt deel uit van het arrondissement Figeac. Het telde 9.583 inwoners in 2021.

## Gemeenten
Het kanton Saint-Céré omvatte tot 2014 de volgende 14 gemeenten:
- Autoire
- Bannes
- Frayssinhes
- Latouille-Lentillac
- Loubressac
- Mayrinhac-Lentour
- Saignes
- Saint-Céré (hoofdplaats)
- Saint-Jean-Lagineste
- Saint-Jean-Lespinasse
- Saint-Laurent-les-Tours
- Saint-Médard-de-Presque
- Saint-Paul-de-Vern
- Saint-Vincent-du-Pendit

Bij de herindeling van de kantons door het decreet van 13 februari 2014, met uitwerking op 22 maart 2015, werden daar de 4 volgende gemeenten aan toegevoegd:
- Aynac
- Ladirat
- Leyme
- Molières